# Expansion Draft NFL 1995
Il Draft di espansione della National Football League del 1995 si tenne il 15 febbraio 1995. Le due nuove squadre, i Carolina Panthers e i Jacksonville Jaguars alternarono le loro scelte nelle liste di giocatori non protetti dalle altre squadre. Le squadre NFL resero disponibili sei giocatori ognuna e le nuove squadra dovevano scegliere da un minimo di 30 a un massimo di 42 giocatori. Ogni volta che una nuova squadra sceglieva un giocatore da una squadra esistente, a quella squadra era permesso di rimuovere un giocatore dalla lista dei giocatori disponibili.
Oltre alle scelte in questo draft, i Panthers ricevettero la prima scelta assoluta nel Draft NFL 1985, mentre i Jaguars la seconda.
I Panthers alla fine scelsero 35 giocatori, mentre i Jaguars 31.
| Giro-Scelta | Squadra              | Ruolo | Giocatore         | Squadra precedente   |
| ----------- | -------------------- | ----- | ----------------- | -------------------- |
| 01-01       | Jacksonville Jaguars | QB    | Steve Beuerlein   | Arizona Cardinals    |
| 01-02       | Carolina Panthers    | DB    | Rod Smith         | New England Patriots |
| 02-03       | Jacksonville Jaguars | DB    | Corey Raymond     | New York Giants      |
| 02-04       | Carolina Panthers    | OT    | Harry Boatswain   | San Francisco 49ers  |
| 03-05       | Jacksonville Jaguars | OG    | Jeff Novak        | Miami Dolphins       |
| 03-06       | Carolina Panthers    | TE    | Kurt Haws         | Washington Redskins  |
| 04-07       | Jacksonville Jaguars | TE    | John Duff         | Los Angeles Raiders  |
| 04-08       | Carolina Panthers    | DE    | Tyrone Rodgers    | Seattle Seahawks     |
| 05-09       | Jacksonville Jaguars | LB    | Keith Goganious   | Buffalo Bills        |
| 05-10       | Carolina Panthers    | DE    | Mark Thomas       | San Francisco 49ers  |
| 06-11       | Jacksonville Jaguars | LB    | Mark Williams     | Green Bay Packers    |
| 06-12       | Carolina Panthers    | DB    | Tim McKyer        | Pittsburgh Steelers  |
| 07-13       | Jacksonville Jaguars | DB    | Al Jackson        | Philadelphia Eagles  |
| 07-14       | Carolina Panthers    | OL    | Curtis Whitley    | San Diego Chargers   |
| 08-15       | Jacksonville Jaguars | C     | Mark Tucker       | Arizona Cardinals    |
| 08-16       | Carolina Panthers    | RB    | Howard Griffith   | Los Angeles Rams     |
| 09-17       | Jacksonville Jaguars | DE    | Paul Frase        | New York Jets        |
| 09-18       | Carolina Panthers    | NT    | Greg Kragen       | Kansas City Chiefs   |
| 10-19       | Jacksonville Jaguars | OG    | Tom Myslinski     | Chicago Bears        |
| 10-20       | Carolina Panthers    | DB    | Cary Brabham      | Los Angeles Raiders  |
| 11-21       | Jacksonville Jaguars | WR    | Willie Jackson    | Dallas Cowboys       |
| 11-22       | Carolina Panthers    | LB    | Dave Garnett      | Minnesota Vikings    |
| 12-23       | Jacksonville Jaguars | DB    | Othello Henderson | New Orleans Saints   |
| 12-24       | Carolina Panthers    | LB    | Andre Powell      | New York Giants      |
| 13-25       | Jacksonville Jaguars | LB    | Santo Stephens    | Cincinnati Bengals   |
| 13-26       | Carolina Panthers    | RB    | Dewell Brewer     | Indianapolis Colts   |
| 14-27       | Jacksonville Jaguars | S     | Darren Carrington | San Diego Chargers   |
| 14-28       | Carolina Panthers    | RB    | Bob Christian     | Chicago Bears        |
| 15-29       | Jacksonville Jaguars | DB    | Michael Davis     | Houston Oilers       |
| 15-30       | Carolina Panthers    | DB    | Fred Foggie       | Pittsburgh Steelers  |
| 16-31       | Jacksonville Jaguars | DB    | Dave Thomas       | Dallas Cowboys       |
| 16-32       | Carolina Panthers    | WR    | Mark Carrier      | Cleveland Browns     |
| 17-33       | Jacksonville Jaguars | RB    | Mazio Royster     | Tampa Bay Buccaneers |
| 17-34       | Carolina Panthers    | C     | Mark Rodenhauser  | Detroit Lions        |
| 18-35       | Jacksonville Jaguars | WR    | Travis Hannah     | Houston Oilers       |
| 18-36       | Carolina Panthers    | WR    | Steve Hawkins     | New England Patriots |
| 19-37       | Jacksonville Jaguars | WR    | Charles Davenport | Pittsburgh Steelers  |
| 19-38       | Carolina Panthers    | RB    | Brian O'Neal      | Philadelphia Eagles  |
| 20-39       | Jacksonville Jaguars | DB    | Monty Grow        | Kansas City Chiefs   |
| 20-40       | Carolina Panthers    | RB    | Derrick Lassic    | Dallas Cowboys       |
| 21-41       | Jacksonville Jaguars | RB    | Marcus Wilson     | Green Bay Packers    |
| 21-42       | Carolina Panthers    | WR    | Richard Buchanan  | Los Angeles Rams     |
| 22-43       | Jacksonville Jaguars | LB    | Brant Boyer       | Miami Dolphins       |
| 22-44       | Carolina Panthers    | QB    | Doug Pederson     | Miami Dolphins       |
| 23-45       | Jacksonville Jaguars | DB    | Harry Colon       | Detroit Lions        |
| 23-46       | Carolina Panthers    | TE    | Vince Marrow      | Buffalo Bills        |
| 24-47       | Jacksonville Jaguars | TE    | Derek Brown       | New York Giants      |
| 24-48       | Carolina Panthers    | WR    | Larry Ryans       | Detroit Lions        |
| 25-49       | Jacksonville Jaguars | LB    | James Williams    | New Orleans Saints   |
| 25-50       | Carolina Panthers    | OG    | Baron Rollins     | New Orleans Saints   |
| 26-51       | Jacksonville Jaguars | OG    | Eugene Chung      | New England Patriots |
| 26-52       | Carolina Panthers    | LB    | Williams Sims     | Minnesota Vikings    |
| 27-53       | Jacksonville Jaguars | RB    | Reggie Cobb       | Green Bay Packers    |
| 27-54       | Carolina Panthers    | LB    | Paul Butcher      | Indianapolis Colts   |
| 28-55       | Jacksonville Jaguars | WR    | Desmond Howard    | Washington Redskins  |
| 28-56       | Carolina Panthers    | QB    | Jack Trudeau      | New York Jets        |
| 29-57       | Jacksonville Jaguars | WR    | Kelvin Martin     | Seattle Seahawks     |
| 29-58       | Carolina Panthers    | WR    | Charles Swann     | Denver Broncos       |
| 30-59       | Jacksonville Jaguars | WR    | Cedric Tillman    | Denver Broncos       |
| 30-60       | Carolina Panthers    | WR    | David Mims        | Atlanta Falcons      |
| 31-61       | Jacksonville Jaguars | CB    | Rogerick Green    | Tampa Bay Buccaneers |
| 31-62       | Carolina Panthers    | DE    | Shawn Price       | Tampa Bay Buccaneers |
| 32-63       | Carolina Panthers    | WR    | Eric Guliford     | Minnesota Vikings    |
| 33-64       | Carolina Panthers    | DL    | Bill Goldberg     | Atlanta Falcons      |
| 34-65       | Carolina Panthers    | RB    | Eric Ball         | Cincinnati Bengals   |
| 35-66       | Carolina Panthers    | DT    | Mike Teeter       | Houston Oilers       |